# 克卜勒69c
克卜勒69c（英語：Kepler-69c），舊稱KOI-172.02或K00172.02，是一顆已確認的太陽系外行星，由克卜勒太空望遠鏡的團隊發現，並於2013年1月7日公布。

## 行星性質

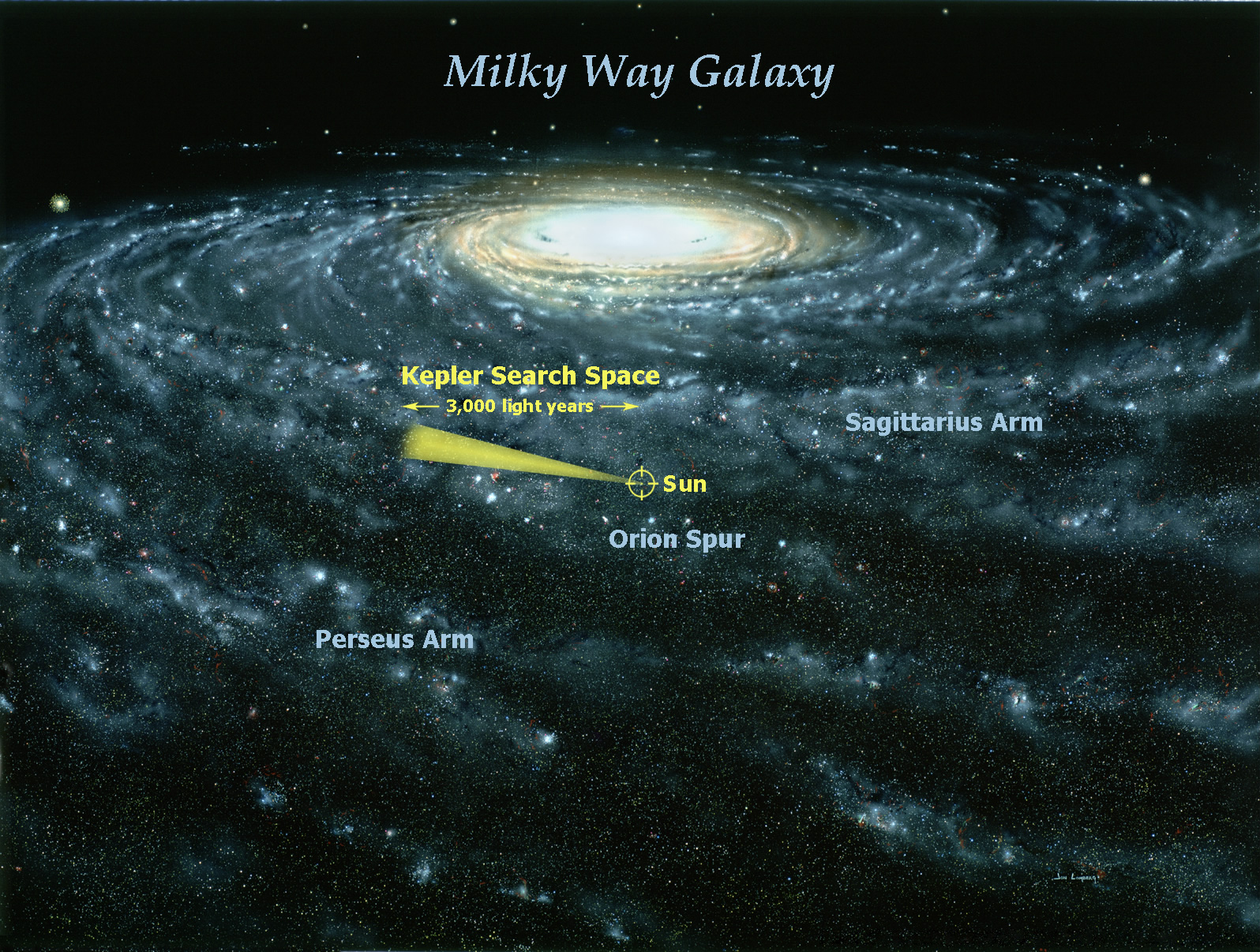
克卜勒太空望遠鏡在銀河系內的巡天區域

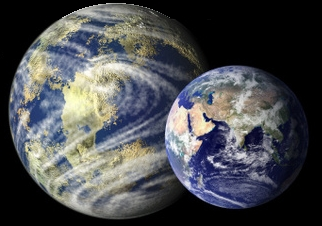
克卜勒69c與地球的大小比較

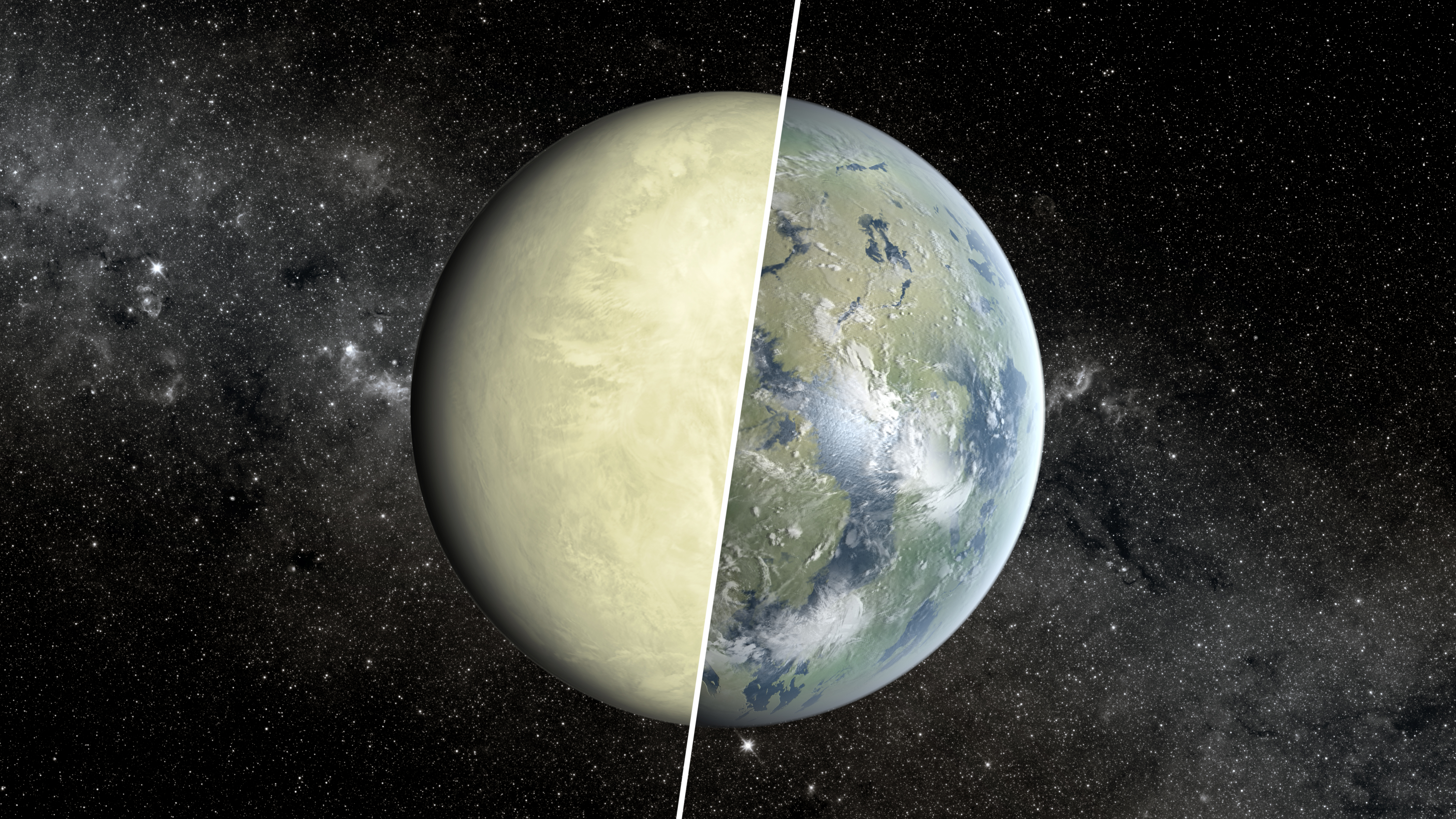
藝術家對類金星和類地球進行比較的構想

克卜勒69c是一顆系外的類地行星，其半徑為地球半徑的1.7倍，即比地球半徑大70%，並在質量上被歸類為超級地球。這顆行星距離地球2,700 ly（830 pc），環繞著一顆類太陽恆星—克卜勒69，該恆星的恆星光譜分類為G4V，位於天鵝座內。
這顆行星是由克卜勒太空望遠鏡發現的，天文學家們是透過使用凌日法發現這顆行星。2013年1月7日，美國航空航天局宣佈他們發現克卜勒69c凌日，並推論它可能是一個行星。2013年4月18日，美國航空航天局宣佈他們證實了這個發現。雖然天文學家們起初認為這顆行星位於適居帶中，可能具備適居性，但後來他們發現這顆行星應該是一個“超级金星”，因此不適合居住。

## 候選適居系外行星
作為一個候選適居的系外行星，克卜勒69c的半徑大約是地球的1.54倍，並且環繞著類太陽恆星KOI 172公轉。早期的分析认为该行星可能位于母恒星的适居带内，代表水有可能以液態的狀態在行星表面存在，亦有可能是外星生命的家園之一。然而由于行星参数的不确定性，其表面的辐射通量的值有很大误差，大约为地球的1.91+0.43−0.56倍；如果取标称数值则该行星有可能并不在适居带内，尽管上述的不确定性仍允许该行星有位于适居带之内邊缘区域的可能性。新近的分析表明该行星可能更像金星，以致不适合生命生存。

## 克卜勒69
該系統的母恆星為克卜勒69（或稱為）是一顆類太陽恆星，亦是表面溫度較太陽低的G型主序星。其質量為太陽質量的0.810倍，半徑為太陽半徑的0.93倍，代表克卜勒69比太陽輕19%、窄7%。其表面重力為4.40±0.15 cgs。其有效溫度為 5,638±168 K，而金屬量則為[Fe/H] = −0.29±0.15 dex。作為對比，太陽的有效溫度為5778 K，而金屬量則為[Fe/H] = 0.0122 dex。

## 母恆星和行星系統
克卜勒69c距離母恆星約0.762天文單位，軌道週期242日。於2013年4月18日，美國航空航天局宣佈他們發現了兩顆行星環繞克卜勒69公轉。其中較接近母星的是克卜勒69b，而距離母星較遠的則是克卜勒69c。克卜勒69c距離其母星約112,654,080公里（7000萬英里），軌道周期為242天。作為對比，地球距離太陽約149,598,261公里（92,956,050英里），軌道周期為365.25天。

## 外部連結
- Kepler Mission（页面存档备份，存于） – NASA.
- Kepler KOI Data Search（页面存档备份，存于）.
- KOI-172.02 Data at Exoplanet Archive/CalTech
- KOI-172 Star on Star Finder/KPGraham（页面存档备份，存于）
- Extrasolar Planets - Data/JohnstonArchive（页面存档备份，存于）